# Peristylus gardneri
Peristylus gardneri är en orkidéart som först beskrevs av Joseph Dalton Hooker, och fick sitt nu gällande namn av Friedrich Fritz Wilhelm Ludwig Kraenzlin. Peristylus gardneri ingår i släktet Peristylus och familjen orkidéer.
Artens utbredningsområde är Sri Lanka. Inga underarter finns listade i Catalogue of Life.